# Connemara
(The Hills of Connemara, canzone popolare irlandese)
Il Connemara (nome originale, in gaelico irlandese, Conamara) è una regione selvaggia e aspra situata nell'Irlanda occidentale, più precisamente nella Contea di Galway.

## Posizione geografica

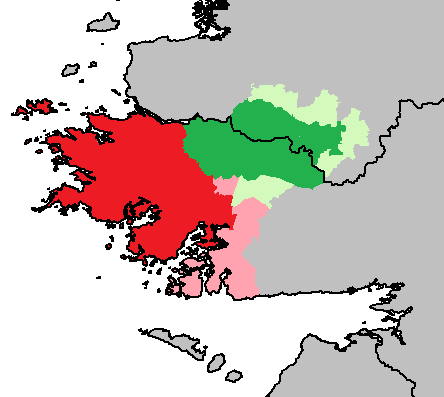
Mappa dei vari concetti di Connemara: in rosso il Connemara in senso stretto, in rosa in senso ampio. In verde la Joyce's Country, verde chiaro in senso ampio. In certi casi tutta l'area viene indicata come Connemara

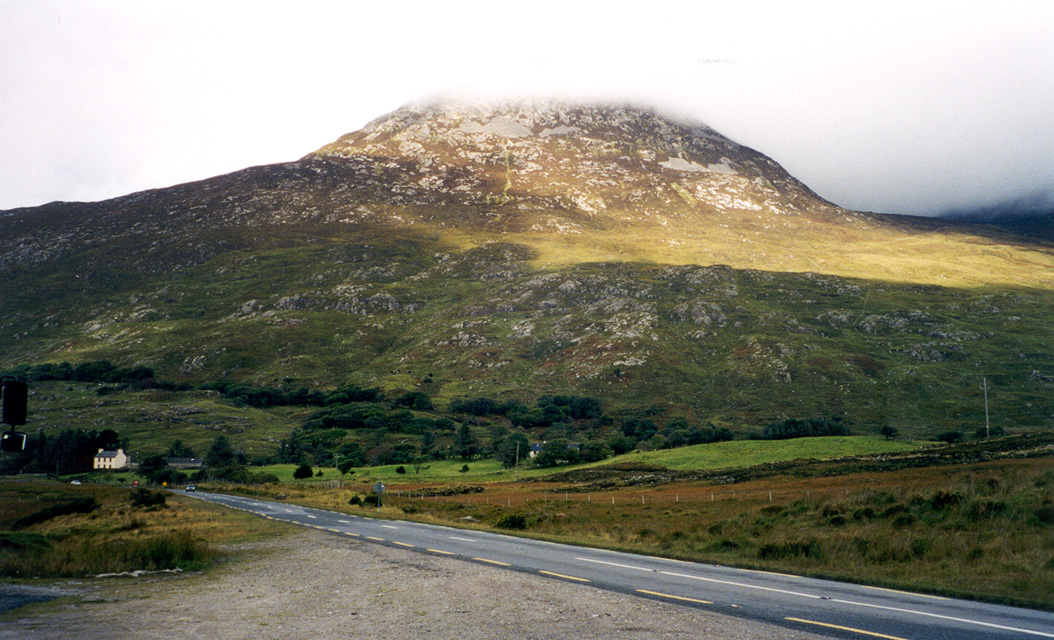
Scorcio interno

Il territorio si sviluppa da nord partendo dalle coste del Killary Harbour occidentali ai Monti Maumturk fino ad arrivare alla Baia di Kilkieran.
I confini effettivi sono il fiume Invermore (che scorre a nord della Baia di Kilkieran), il Loch Oorid situato a poche miglia da An Teach Dóite / Maam Cross, e la catena occidentale dei Maumturks che incontra il mare sul Killary Harbour a poca distanza da Leenane (che invece, al contrario di quello che pensano molti, rimane fuori). 
Storicamente il Connemara veniva diviso anche in Nord e Sud, con confine le Twelve Bens e l'Owenglin, il fiume che scorre a Clifden.
Erroneamente, vista la simile morfologia del territorio, viene considerato come Connemara tutto il territorio ad ovest del Lough Corrib e della città di Galway: in realtà ad est dei Maumturk è situata la Contea di Joyce, mentre la zona occidentale costiera vicina alla città non è identificata come Connemara, ma semplicemente come area gaeltacht della contea. 
Tutto il territorio ad ovest dei due citati riferimenti, con inclusa la baronia nel Mayo di Ross, è chiamato Iar Connacht e include la stessa Connemara, che ne fa parte come sotto-regione. 

## Territorio
Il paesaggio interno è costituito quasi interamente da torbiere e da un territorio molto aspro caratterizzato da colline arrotondate (dette drums), valli dalla vegetazione bassa e resistente, paesaggi brulli e incontaminati, oltre che da un numero elevatissimo di laghi, stagni e corsi d'acqua.
La zona costiera ha una panoramica diversa costituita da moltissime penisole e isolette sparse. La penisola di Iorras Aintheach è la più vasta e contiene i villaggi di Carna e Cill Chiaráin; la penisola di Errismore consiste nell'area ad ovest del villaggio di Ballyconneely, mentre la penisola di Errisbeg si inoltra nel mare fino al caratteristico porto di Roundstone. La penisola di Errislannan è situata poco a sud di An Clochán / Clifden, mentre le restanti penisole di Aughris, Cleggan e Rinville (o Renvyle) sono le più settentrionali. 
Tra le molte isole, la più grande è Inishbofin, mentre le altre degne di nota sono Inishark, High Island, Friars Island, Feenish, Mweenish e la piccola Omey, che non spiccherebbe tra gli altri tantissimi isolotti di minute dimensioni se non per il fatto che sia soggetta a maree così evidenti che la trasformano continuamente da isola a penisola..

## Storia e cultura
Il nome Connemara deriva da Conmhaicne Mara, una tribù che viveva in queste zone in tempi antichi e derivava dalla più vasta tribù dei Conmhaicne, situati in varie parti del Connacht. Il suffisso mara venne aggiunto a questo clan per il fatto che vivevano nella zona costiera della regione ("Conmhaicne del mare"). Il nome Con Mhac invece deriva da un personaggio mitologico.
Il clan degli Ó Cadhla / Kealy spadroneggiò sul Connemara fino al XIII secolo, ovvero quando gli O'Flahertys li spodestarono, giungendo nello Iar Connacht da Maigh Seola durante l'invasione inglese. I Mac Conghaile / Conneely erano anch'essi, come gli Ó Cadhla, una branca dei Conmhaicne Mara.

## Turismo

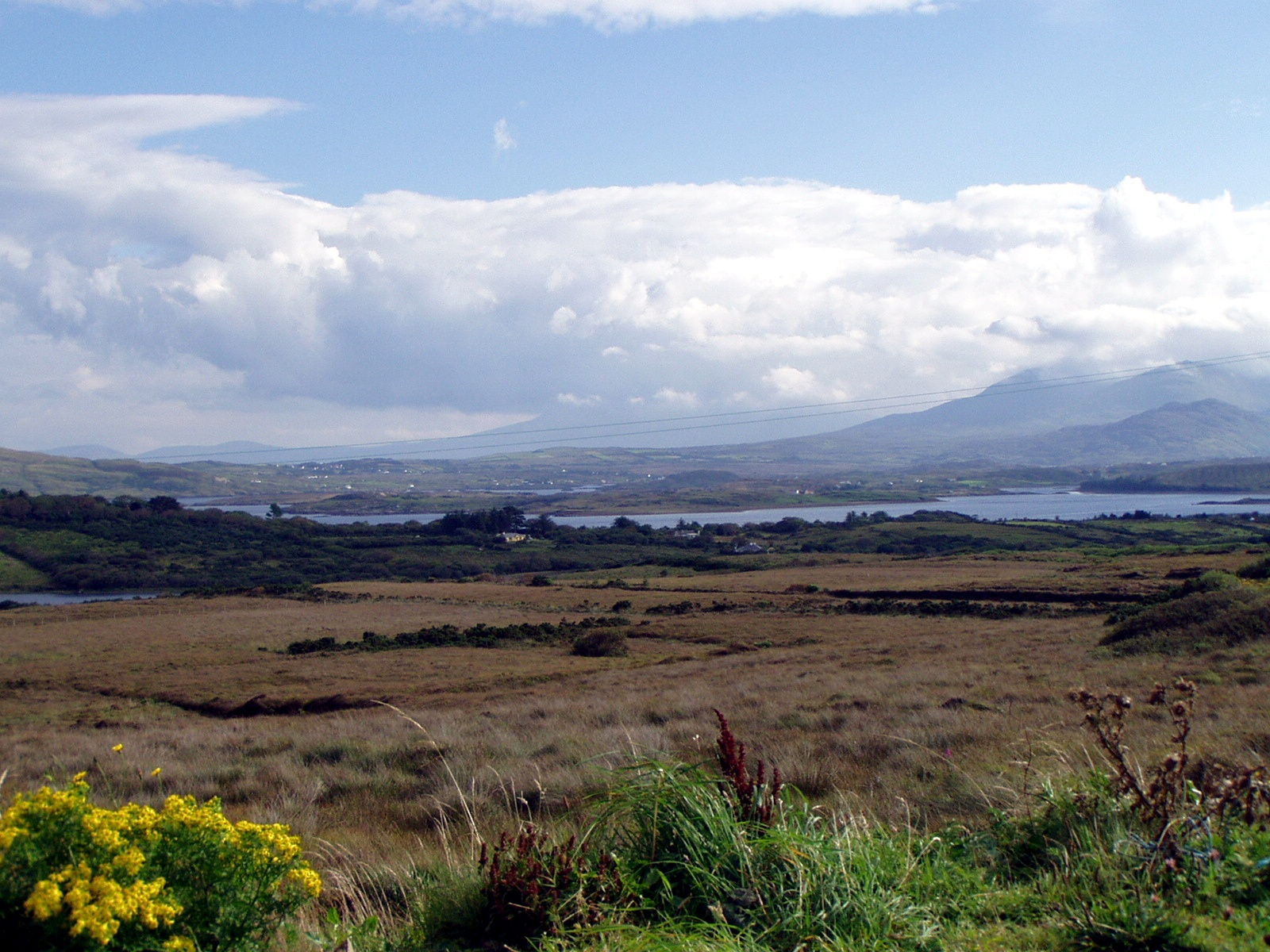
Turisti in bicicletta si avventurano nella zona interna

Rinomato in tutto il mondo per i suoi bellissimi e selvaggi paesaggi, il Connemara è meta di molti turisti che visitano l'Irlanda e di molti trekker o amanti della natura. Il territorio di quest'ampia regione infatti è composto quasi esclusivamente di torbiere, basse ma aspre e brulle montagne e soprattutto costellata da laghi, stagni e piccoli corsi d'acqua.
Sulla strada fra Westport e Clifden, dopo il paese di Letterfrack, sorge il Parco Nazionale del Connemara, zona protetta con lunghi sentieri nella natura sperduta. Caratteristici senz'altro i monti centrali ad est di Clifden, i Twelve Bens ovvero le Dodici Cime, mentre è nettamente diversa la zona costiera caratterizzata da un lungo fiordo nei pressi di Leenane, la Killary harbour, insenature e canali di varie dimensioni e moltissime isolette con caratteristici cottage isolati sopra, la più strabiliante senz'altro Omey Island.
Le attività di intrattenimento locale, sia nel parco che nel resto della regione, prevedono gite, passeggiate sia a piedi che a cavallo e trekking sui drums, non mancano inoltre sport acquatici come vela o canottaggio sui molti laghi della regione, in particolare Clifden, Cleggan e nelle baie di Killary.

## Centri principali della Regione
- An Clochán / Clifden, ritenuta la capitale culturale della zona
- Carna
- Cloch na Rón / Roundstone
- Baile Mhic Chonghaile / Ballyconneely
- Claddaghduff (per Omey Island)
- An Cloigean / Cleggan (per Inishbofin).
- Leitir Fraic / Letterfrack
- Cill Chiaráin

## Località famose

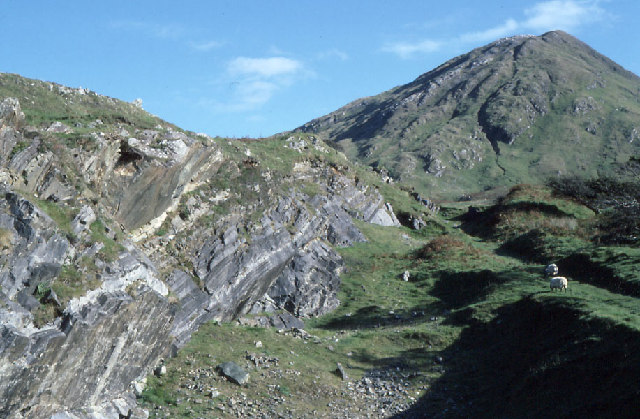
Diamond Hill
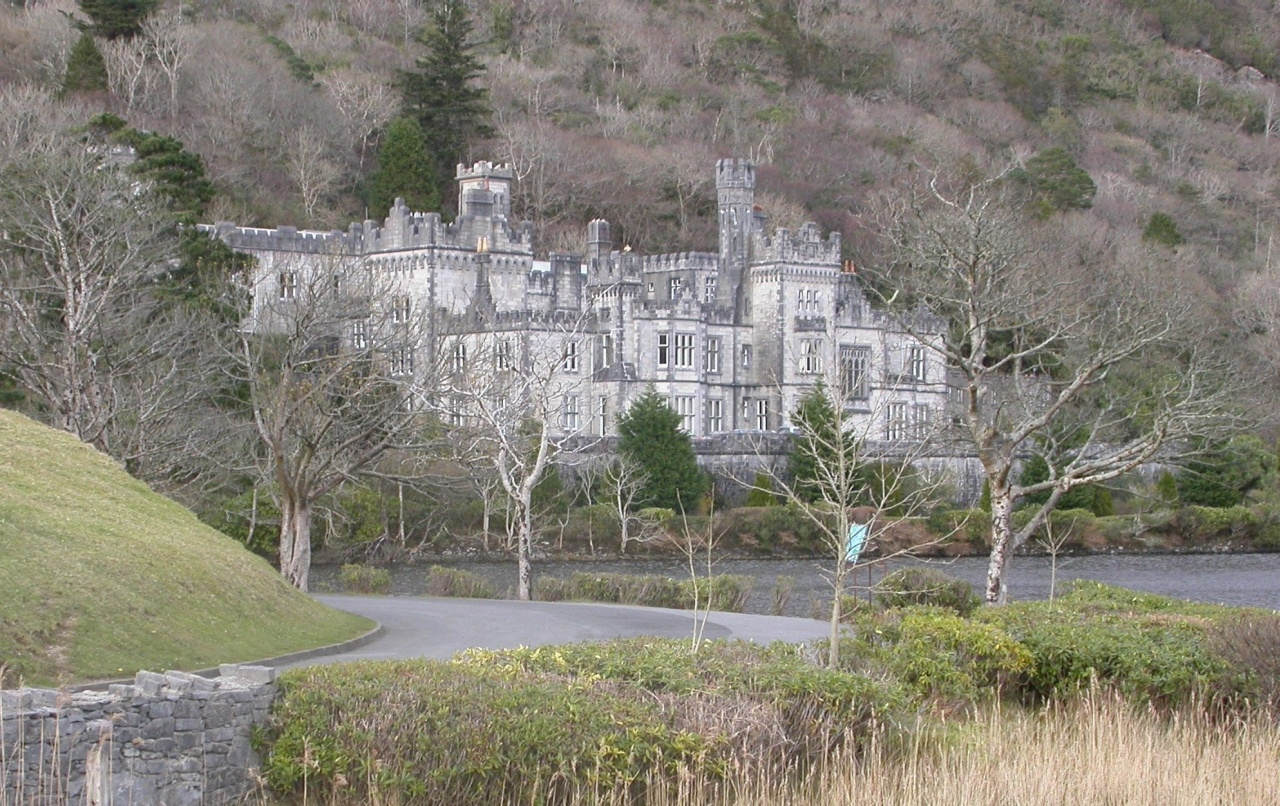
Kylemore Abbey
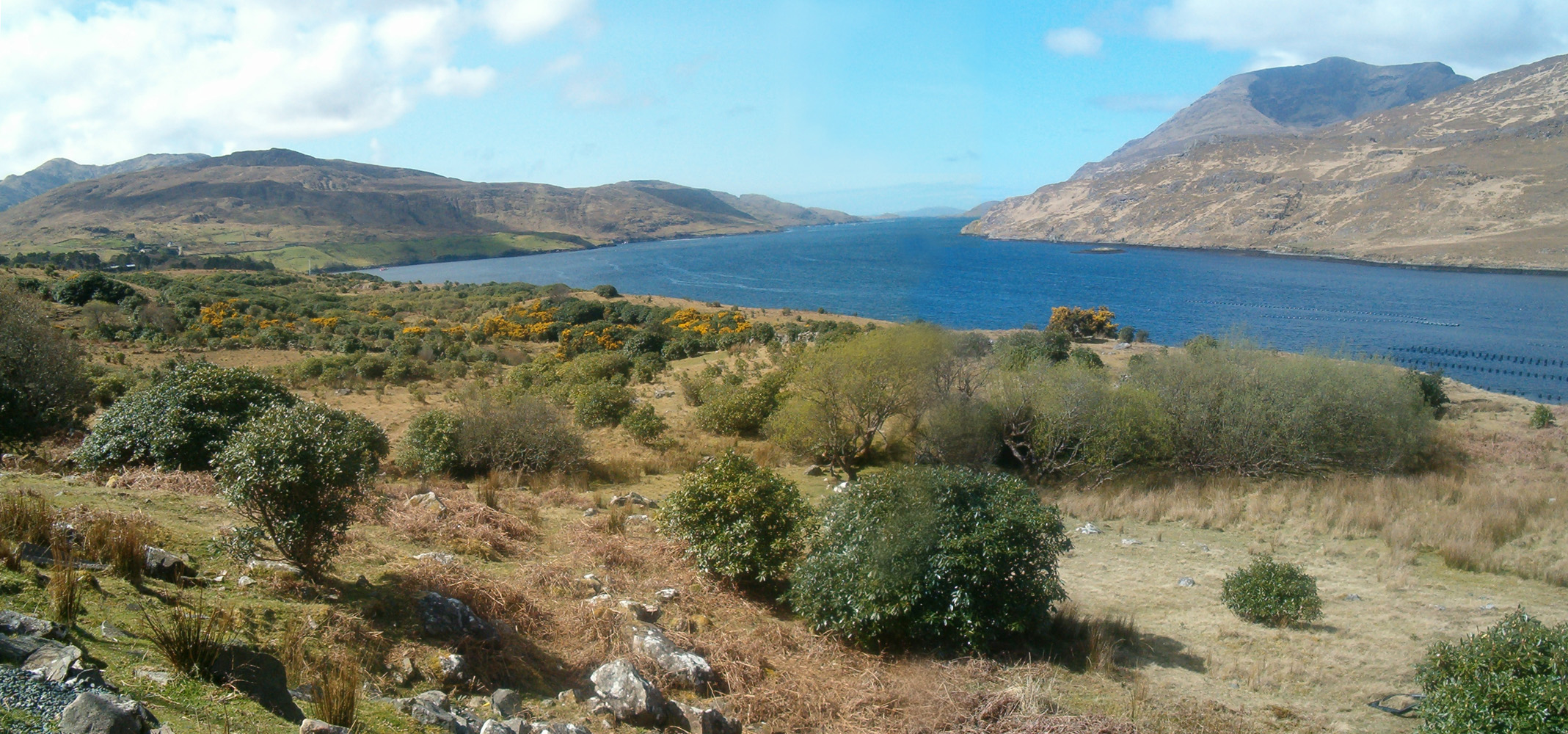
Killary Harbour
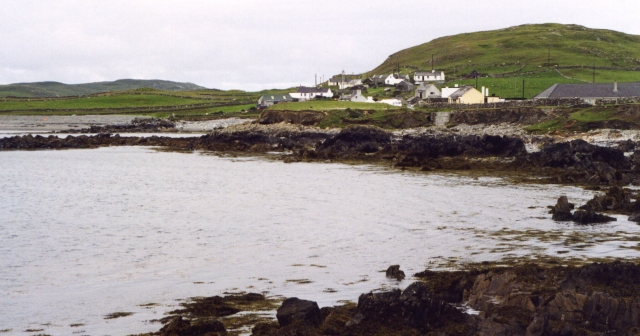
Inishbofin
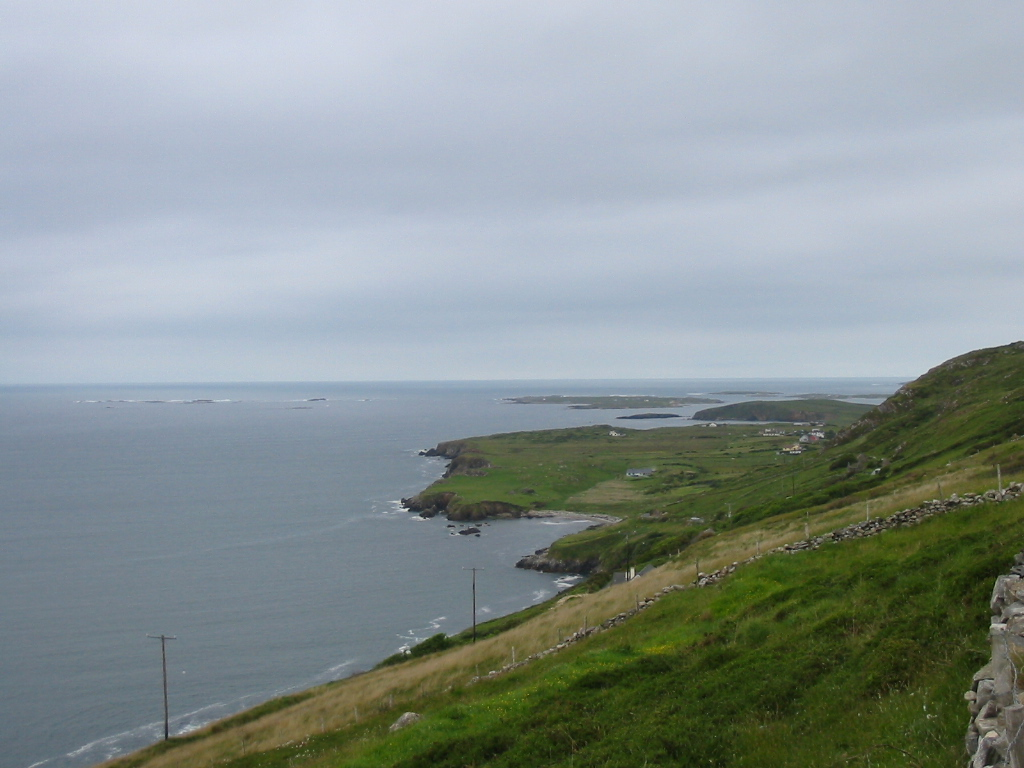
Sky Road
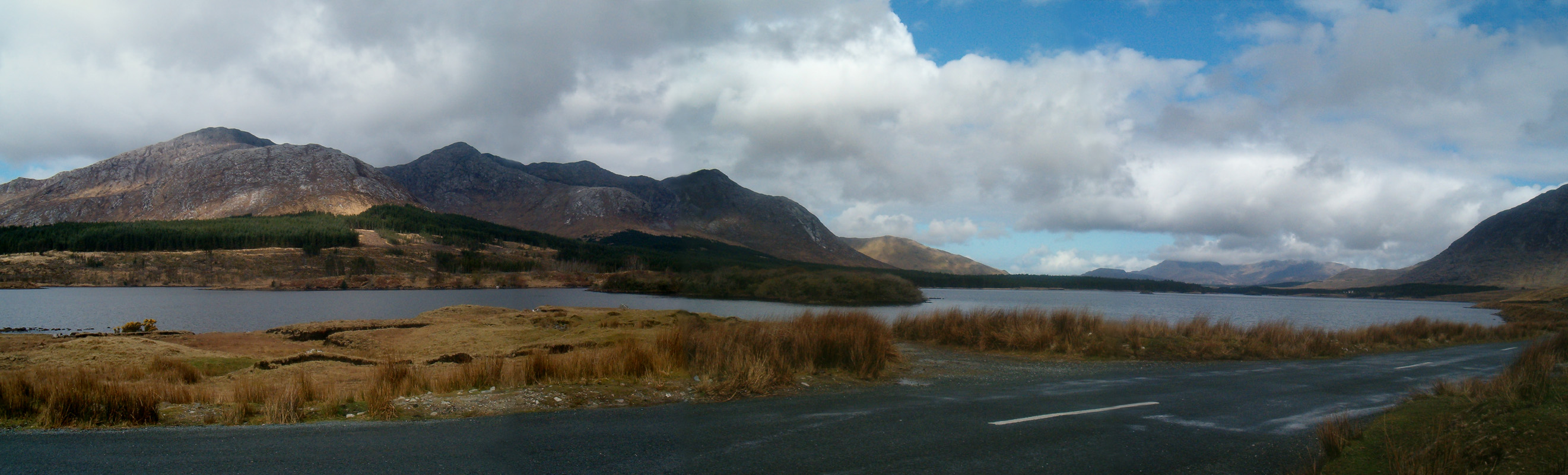
Twelve Bens

## Curiosità
Una regione di uno dei satelliti più noti sull'orbita di Giove, Europa, è chiamata Conamara Chaos, dal nome gaelico irlandese del Connemara più la parola Chaos data la sua natura morfologica particolarmente confusa.
La regione è citata in diverse canzoni della tradizione irlandese.
Molto nota è Hills of Connemara (lett. Le colline di Connemara), scritta da Sean McCarthy. Nel 1981 uscì il grande successo di Michel Sardou, Les lacs du Connemara.
Il Connemara è citato nella canzone Il cielo d'Irlanda, scritta da Massimo Bubola ed interpretata da Fiorella Mannoia.
È citato inoltre nella canzone "Rosanera", di Davide Van de Sfroos.
Nel Connemara è ambientato il film Un poliziotto da happy hour (The Guard).